# Crandall (Texas)
Crandall é uma cidade localizada no estado norte-americano do Texas, no Condado de Kaufman.

## Demografia
Segundo o censo norte-americano de 2000, a sua população era de 2774 habitantes.
Em 2006, foi estimada uma população de 3590, um aumento de 816 (29.4%).

## Geografia
De acordo com o United States Census Bureau tem uma área de
7,4 km², dos quais 7,4 km² cobertos por terra e 0,0 km² cobertos por água.

## Localidades na vizinhança
O diagrama seguinte representa as localidades num raio de 16 km ao redor de Crandall.